# Centropogon nigricans
Centropogon nigricans – gatunek rośliny z rodziny dzwonkowatych. Występuje na obszarze ekwadorskich Andów. Kwiaty osiągają długość 8 do 9 cm. W trakcie ewolucji uzależniła się od Anoura fistulata, nietoperza o rekordowo długim języku – może być zapylana tylko przez ten gatunek zwierzęcia.